# Vetlanda (commune)
La commune de Vetlanda est une commune suédoise du comté de Jönköping. 26 531 personnes y vivent. Son siège se trouve à Vetlanda.

## Localités
- Ädelfors
- Alseda (sv)
- Björköby
- Bäckaby
- Bäckseda
- Byestad
- Ekenässjön
- Farstorp
- Flugeby
- Fröderyd
- Karlstorp
- Korsberga
- Kvillsfors
- Landsbro
- Lannaskede
- Myresjö
- Nye
- Näsby
- Näshult
- Nävelsjö
- Ökna
- Pauliström
- Ramkvilla
- Sjunnen
- Skede
- Skirö
- Stenberga
- Vetlanda